# 園田俊郎
園田 俊郎（そのだ としろう、1965年3月5日 - ）は、日本の映像作家、演出家。鹿児島県出身。株式会社ディーウォーカー 在籍。

## 経歴
GLAY、矢沢永吉、AKB48、SKE48、NMB48、ゴスペラーズ、Nissy、クリス・ハート、など数多くのミュージックビデオやCMを演出。
GLAY 15周年記念シングル曲「SAY YOUR DREAM」のMusic Video は、「Short short Film Festival 2009/ ミュージック ショート部門優秀賞を受賞。
また、年間の優れたミュージックビデオを表彰する音楽アワード「MTV VIDEO MUSIC AWARDS JAPAN (MTV VMAJ) 2016」で、『Playing With Fire 』/ Nissy(西島隆弘)が BEST POP VIDEO 部門で Winnerになった。
これまでに手がけた、Music Videoは700本を超える。
劇場映画やテレビドラマの分野では、韓国男性アイドルグループ超新星主演映画「君にラヴソングを」、MBS 深夜ドラマ「RUN60」 劇場版映画「RAN60-GAME OVER-」、
韓国のトップ俳優 ソ・ジソブ主演の beeTV ドラマ「I am GHOST」をはじめ数々の作品を手がける。
短編作品「SHIROTAKU」は「Short short Film Festival  2005/ ナショナル部門優秀賞」
「New York International Independent Film and Video Festival 2005/ ノミネート」、
「ロシア フューチャー ショートフィルムフェスティバル / 特別招待」など海外の映画祭にて上映された。
また、柄本明、深水元基、Ｗ主演の『東京天使』は、韓国・プチョン国際ファンタスティック映画祭 2006と、New York International Independent Film and Video Festival で最終ノミネートに選ばれた。
2014 年には世界のクリエーターから募集した web 映画祭「第３回 ネスレアミューズ映画祭」において 短編映画『TOKYO SYMPHONY』が史上初の「ネスレアワード」「ネスレ日本特別賞」をダブル受賞するなど、様々な海外の映画祭でも注目されている。

## 作品

### ミュージック・ビデオ
- Acid Black Cherry…「黒猫 〜Adult Black Cat〜」「INCUBUS」「恋におちて(Studio Live ver.)」 「GLAMOROUS SKY (Studio Live ver.)」「 青空 (Studio Live ver.)」
- Anna…「あんなに恋した」
- アニー・ハズラム…「ムーンライト・シャドウ」
- 稲森寿世…「GIRLS STYLE|GIRLS STYLE ~SHIBUYA GIRLS version~」「Heavenly Sweet」
- VASARA…「Rain  Fall」
- 宇野実彩子 (AAA) …　 going on
- EGO-WRAPPIN'…「〜Midnight Dejavu〜 色彩のブルース」
- EPO…「恋のひとひら 」
- AKB48…「Waiting room」
- SKE48…「はにかみロリーポップ」「なんて銀河は明るいんだろう」「体育館で朝食」「JUYURI-JUYURI BABY」「石榴の実は憂鬱が何粒詰まっているのか？」「猫の尻尾がピンと立っているように...feat.Bose（スチャダラパー）」「放課後レース」「DADAマシンガン」「今夜はJoin us！」「桜、覚えていてくれ」「長い夢のラビリンス」「あの先の未来まで」「キスポジション」「パーティーには行きたくない」「愛の喪明け」「Parting shot」「ソーユートコあるよね?」「Change Your World（Black Pearl）」「パレオはエメラルド（2023 ver.）（SHOWROOM選抜）」
- NMB48…「捕食者たちよ」「純情U-19」「僕がもう少し大胆なら」「砂浜でピストル」「北川謙二」「冬将軍のリグレット」「HA!」「ひな壇では僕の魅力は生きないんだ」「もう裸足にはなれない」「山へ行こう」「電車を降りる」「君にヤラレタ」「スターになんてなりたくない」「ハート、叫ぶ。」「青春のラップタイム」「Good-bye、Guitar」「恋を急げ」山本 彩 卒業ソロ曲「忘れて欲しい」
- lol（エルオーエル）…「Magic of Laugh」「FATE」「LIfe is」
- 大黒摩季…「アンバランス」「Lie,Lie,Lie.」「LOVE MUSCLE」
- Cazqui's Brutal Orchestra…「THE BUTTON EYES 」
- KAT-TUN…「僕らの街で」「YOU」「喜びの歌」「Love yourself〜君が嫌いな君が好き〜」
- 河相我聞…「LOOK  OF  LOVE」
- ℃-ute…「Kiss Me 愛してる」
- キマグレン…「リメンバー」「星空モード」「青い季節」「It's My 勇気」「蛍灯」「バトン」「歩」
- 杏子…「悲しきは...」「未来世紀㊙クラブ」「ユメオチ」「二十歳のままで」「ねぇ、もっと」「Wandering Boots」「Down Town Christmas」
- 杏子、山崎まさよし&スガシカオ“福耳”…「星のかけらを探しに行こう　Again」
- 杏子withスガシカオ…「イジメテミタイ」
- 清木場俊介…「愛のかたち」
- クリス・ハート…「HOME」「たしかなこと」「旅立つ日」「まもりたい〜magic of a touch〜」「I Love You」「幸せをみつけられるように」「雪のクリスマス」「続く道 with ゴスペラーズ」「あなたへ」「僕はここで生きていく」「ラブ・ストーリーは突然に」「糸」「手紙～愛するあなたへ～」「YELL」「青春の影」「奏（かなで）」「雪のクリスマス」「クリスマス・イブ」「スタンダード・メドレー」「毎日がクリスマス」「Happy Xmas (War is Over)」「道」「Butterfly」「ビューティフル・ネーム」「やさしさに包まれたなら」「Still Loving You」「Heart Song Tears」
- Lassen…「Turn  the  tide」
- CLIFF EDGE…「終わりなき旅 feat.AJ」「SA・YO・NA・RA〜君を忘れないよ〜」「また二人で・・・〜あの日の帰り道〜feat.RSP」「NO LIMIT」「サヨナラ I Love You　feat.jyA-Me」「誓い」「ろくでなしメモリーズ」
- GLAY…「SAY YOUR DREAM」「春までは」
- 黒沢薫…「遠い約束」
- CHEMISTRY…「Period」「インディペンデンス」「eternal smile」「a better tomorrow」
- KG…「君じゃなきゃ duet with 安田奈央」
- 小松亮太…「銀河鉄道999 feat. 須川展也」
- ゴスペラーズ… 「Pearl 」「東京スイート」「F.R.I」「星屑の街」「Right on, Babe」「新大阪」「街角 -on the corner-」「ミモザ」「一筋の軌跡」「風をつかまえて」「Platinum Kiss」「陽のあたる坂道」「It Still Matters〜愛は眠らない」「言葉にすれば」「青い鳥」「ローレライ」「Sky High」「セプテノーヴァ」「宇宙へ 〜Reach for the sky〜」「ラヴ・ノーツ」「ウィスキーが、お好きでしょ」「愛のシューティング・スター」「冬響」「氷の花」「NEVER STOP」「ロビンソン／太陽の5人」「SING!!!!!」「クリスマス・クワイア」「Dream Girl」「Angel tree」
- CYBYR  NATION NETWORK…「The  Power  of  LOVE」
- 崎本大海…「海沿いグラフィティ」「鳴らない電話」
- 斬波…「FACE OF THE SEA」「ネットポップ」
- JAM HEADS…　「JAM ANTHEM」
- J-100…「飛躍」
- JOJO…「喜怒哀楽」
- SKOOP…「No  Make  de  On  The  Bed」
- stereo criminals…「never」
- spray…「jealous」
- SUPER☆GiRLS… 「ナツカレ★バケーション」「コングラCHUレーション!!!!」「片想いのシンデレラ」「ときめきHighレンジ!!!」「忘れ桜」「明日を信じてみたいって思えるよ」「はじまりエール」「WELCOME夏空ピース」「Summer Lemon」「リボン」「Heart Diamond」
- SUPERNOVA… 「Chapter II」「BANG★」
- 平愛梨…「wish」
- 超新星…「Last Kiss」「まごころ」「ALL ABOUT YOU」「愛言葉」「GET WILD」「クリウンナレ」「メキ☆ラブ」「君だけは離さない」「おかえり。」
- TWINZEA…「LAZY」
- TEARS…「二人だけの地図」
- AAA…「PARTY IT ＵＰ」
- 東方神起…「miss you」
- 堂本剛…「瞬き」
- TOSHI…「mede in HEAVEN” LIVE VIDEO」
- Nissy(西島隆弘)…「Playing With Fire」「SUGAR」「ハプニング」「まだ君は知らない　MY PRETTIEST GIRL」「17th Kiss」「恋す肌」「愛tears」「Don't let me go」「The Days」「The Eternal Live」「LOVE GUN」「トリコ」「おやすみ」「Affinity」
- HAL  FROM  APOLO  ’69…「バックファイヤーシャッフル」
- 橋本さとし…「Wild  Ride」「夏の花」
- PARADAISE  LOST…「フェンス」「体温」
- ハラミちゃん…「祈りのワルツ」
- heath…「Traitor」
- Hilcrhyme…「パラレル・ワールド」
- Beverly…「Despacito -official japanese cover-」「A New Day」「Baby don’t cry ～神様に触れる唇～」
- FEEL…「LOVE  ILLUSION」「VOICE」「EVERLASTING」「蜃気楼」
- FIELD OF VIEW…「君がいたから」「突然」「Last Good-bye」「DAN DAN 心魅かれてく」「ドキッ」「RAINY  DAYS」「Dreams」
- フィッシュマンズ…「ひこうき」
- FENCE  OF  DEFENSE…「失楽園」「火を貸してくれ」
- フレンチ・キス…「最初のメール」「キャンドルの芯」
- 僕が見たかった青空…「君のための歌」「制服のパラシュート」「涙を流そう」「初めて好きになった人」
- MASCHERA…「HYPERDELIC  AGE」「ekou」
- 松坂晶子…「一粒のダイヤを探して」「満月」
- MICRO&UZY…「同じ空を見上げて」
- 三浦大知…「FreeStyle」
- misono…「ポチ」「挫折地点」
- Mina Okabe…　「Flashback feat. Daichi Yamamoto」
- mihimaruGT…「気分上々↑↑」「マジカルスピーカー」「パンキッシュ☆」「俄然Yeah!!」「ギリギリHERO」
- 宮本笑里…「愛のあいさつ」「You Raise Me Up」「break」「Bitter Love」「ファリャ：スペイン舞曲第1番」
- 宮本笑里×solita…「東京et巴里」
- May.J…「美女と野獣 with クリス・ハート」「愛を感じて」
- May J. duet with 八代亜紀…　母と娘の10,000日〜未来の扉〜 (真野恵里菜主演 ドラマVer)
- mo'some tone bender…「HigH」
- 矢沢永吉…「I  LOVE YOU  O.K」「GET  UP」
- YU-A…「あなたの笑顔」「片思い」
- ユナク…「キミのすべてを愛していたよ」
- ユナク from SUPERNOVA(超新星)…「Time ～流れていく時間にすべて消されるなら～」
- 米倉利紀…「無邪気な君が愛しい」「愛してる愛してない」「Gatcha」「We  kept  missing  each  other.....」「Yes,I  do.」「Love  in  the  sky」「nothing to lose」「VIDEO CLIP集 espressivo」「more  amore  LIVE VIDEO」
- 羅志祥Show Lo… 北極星POLE STAR (Official HD MV) feat. May J.
- La'cryma Christi…「LIFE」
- RAMAR…「Wild Flower」
- RED  WARRIORS…「SAIL  AWAY」
- Rose of rose…「Sweet」
- 若旦那…「雨宿り」

ほか

### CM
- メガネのプリンス　「クリオネとダンス対決篇」出演：西島隆弘(AAA )
- ザ・パークハウス 中之島タワー　　出演：杏
- トヨタ カムリ / 大人の旅を楽しもう 篇　　出演：松田聖子
- カシオ計算機「EXILIM」
- 佐藤製薬「サロメチール」（出演：横峯さくら親子）
- GMO クリック証券　「未来を変えろ」篇　「株少女」篇
- 鈴木商会　企業CM
- 大正製薬　「グルコケア」
- ダリヤ　『ヘアカラー （出演：DAIGO)』『「ヘアブリーチ剤　Palty」（出演：mihimaruGT）』
- TOYOTAF1 + フジテレビ　コラボレーションCM 「街中に突然F1が現れたら」篇
- TOYOTA+フジテレビコラボレーションCM　「ラクティス」"世界柔道篇"
- 森永製菓「生ラムネ」
- ヤンマー 企業CM
- 山崎製パン「クリスマスケーキ」（出演：松たか子）2004年版 2006年版、「サンロイヤルファインアローマ」「ネオソフトマーガリン入りロールパン」「国産小麦食パン」「春のパン祭り2007」（出演：松たか子）
- ロッテ「ピュアホワイトガム」　お出かけ準備篇
- Nissy with Lip キャンペーン限定ムービー

ほか

### LIVE VISUAL
- lol（エルオーエル）…「lol live tour 2023 -AMBER-TOKYO FINAL part1＆part2 at KANDA SQUARE HALL」
- Nissy（西島隆弘）…「Nissy Entertainment 1st LIVE」、「Nissy Entertainment 2nd LIVE-FINAL- in TOKYO DOME」、「Nissy Entertainment “5th Anniversary” BEST DOME TOUR」、Nissy Entertainment Park会員限定『10th Anniversary LIVE VIEWING TOUR 2023 -Nissy Meets You-』
- NCT DREAM…「ファンクラブ限定イベント『NCTzen DREAM-JAPAN Meeting 2025 ＜NCT DREAM: DREAMIES’ Wonderland＞』出し映像
- Hilcrhyme… 「10周年記念特別公演 「朱ノ鷺二〇一七」at 朱鷺メッセ 新潟コンベンションセンター」

ほか

### 映画
- 『TOKYO SYMPHONY』　東京ショートフィルムプロジェクト 　出演：中山由香 / ミッキー・カーチス
- 『SHIROTAKU」（シロタク）ShortShorts FilmFestival　　優秀賞　ーSuper Dry Awardー 　都知事賞　受賞　出演：恵秀，浅見れいな
- 『東京天使』ShortShorts FilmFestival　 2006 Super Dry Award・スカラシップ作品　柄本明・深水元基：W主演
- 『SKY OF ISOLA』　ルスツリゾート　World　Short　Movie　主演：深水元基
- 『君にラヴソングを』出演:超新星　(Universal Music)
- 『リメンバーホテル』出演:徳澤直子・崎本大海・佐藤ありさ・キマグレン
- 『RUN60』(Universal Music)  主演：桐山漣
- 『RUN60 GAME OVER』(Universal Music)  出演：柄本佑　田中美保ほか
- 『てっぺんとったんで』　NMB48
- 『君の瞳に花束を』 Boys Republic × 葵わかな
- 「春夏秋冬物語」出演：葉山奨之、山崎紘菜 （https://natalie.mu/eiga/film/172707）
- 映画『Hilcrhyme 10th Anniversary FILM「PARALLEL WORLD」3D』

ほか

### ドラマ
- 『100万回の「I love you」』　/ Rake  携帯ドラマ  DOR@MO 　出演：大和田健介　山本美月　ほか
- 『Still loving you』  / クリス・ハート 　主演：浅見れいな、大和田健介
- 『アイ ラブ ユー』  / クリス・ハート  主演：浅見れいな、大和田健介
- 『I am GHOST』 BeeTV  出演：ソ・ジソブ、谷村美月
- 『ラヴ・ノーツ 十二の果実』　携帯ドラマ  DOR@MO 　出演：阿部力、英玲奈
- 『RUN60』TVドラマシリーズ （UNIVERSAL J）  出演：桐山漣　Takuya(CROSS GENE) 柄本佑 ほか
- 『恋する占女リータ！』ネスレシアター WEBドラマ 　出演： 浅見れいな、　大和田健介　IVAN　ほか
- TVドラマ『今夜もLL』Episode2 「君の瞳に花束を」（UNIVERSAL J）  出演：Boys Republic、  葵わかな

ほか

## 受賞歴
- 「Playing With Fire 」/ Nissy (西島隆弘)　「MTV VIDEO MUSIC AWARDS JAPAN (MTV VMAJ)」 BEST POP VIDEO 部門 Winner [1]
- 「SHIROTAKU 」Shortshort Film Festival 2005   優秀賞　スーパードライアワード　 都知事賞　受賞

　　　2005年　ニューヨーク　インディペンデント　フィルム＆ビデオフェスティバル　ノミネート
　
　　　ロシアフューチャーショートフェスティバル　特別招待作品
- 「東京天使」SSFF&ASIA 2005 スーパードライアワード・スカラシップ作品。

　　　2006 プチョン国際ファンタスティック映画祭　コンペティション部門出品作品
- 『TOKYO SYMPHONY』 「ネスレアワード」「ネスレ日本特別賞」W受賞